# Fàbrica Pallarés
La Fàbrica Pallarés és una obra d'Alfara de Carles (Baix Ebre) inclosa a l'Inventari del Patrimoni Arquitectònic de Catalunya.

## Descripció
Gran edifici de maçoneria, en runes, del qual només es mantenen en peu les parets mestres. Les tres portes d'accés de carreu (les dovelles d'una de les quals ja s'han tombat), arcs rebaixats de tres dovelles. La construcció és feta atenent a la disposició del terreny en bancals, i així pren una forma esglaonada, arribant a la part inferior a tenir fins a tres pisos. Concretament ocupa quatre bancals. Al davant hi ha l'Ermita de Santa Júlia.

## Història
En la clau de l'arc de la porta central, la major, es pot llegir: "Año 1757". Antiga fàbrica de paper, construïda junt a la riera del Toscà, que li proporcionava aigua abundant.